# أنتوني د. وليامز
أنتوني د. وليامز (بالإنجليزية: Anthony D. Williams)‏ هو سياسي ليبيري، ولد في 1799، وتوفي في 1860. انتخب نائب رئيس ليبيريا ‏ (7 يناير 1850 – 2 يناير 1854).